# Sonic Jump Fever
Sonic Jump Fever è un videogioco a piattaforme sviluppato dallo studio britannico Hardlight e pubblicato da SEGA per i dispositivi aventi come sistema operativo iOS e Android il 10 luglio 2014 come sequel del reboot di Sonic Jump, uscito due anni prima.

## Modalità di gioco
Lo stile di gioco è molto simile a quello visto nel prequel. L'obiettivo del giocatore è quello di far saltare il personaggio scelto su varie piattaforme dirette verso l'alto presenti in ogni livello. I movimenti vengono impartiti tramite il touch screen che permette di spostarsi a sinistra o destra e tenendo premuto con il giusto tempismo si potrà effettuare un doppio salto cercando anche di distruggere i nemici robot che appariranno lungo il percorso. A differenza di Sonic Jump, Fever si concentra maggiormente sulla modalità multigiocatore in competitivo, per questo motivo è presente una classifica che appare prima dell'inizio di ogni round la quale mostra i punteggi più alti ottenuti dagli altri giocatori online. Questa tabella viene resettata due volte a settimana per incoraggiare ulteriormente la competizione fra rivali.